# Alvear Tower
Alvear Tower Puerto Madero es un rascacielos de Buenos Aires (Argentina). Tiene 235.2 metros de altura. Su construcción finalizó a mediados de 2019 y el rascacielos fue inaugurado el 30 de agosto de 2019.  Actualmente es el rascacielos más alto de Argentina y el 19.o rascacielos más alto de América Latina.  Está ubicado en el barrio de Puerto Madero.

## Diseño y proyecto
Diseñado por el estudio de arquitectura Pfeifer-Zurdo para el inversor Grupo Alvear, propietario del Alvear Palace Hotel (inaugurado en 1932), ocupa el terreno que antes iba a destinarse para el Unique Hotel, un proyecto fallido de capitales españoles (Grupo Rayet) que cayó en 2008 luego de la Gran Recesión.

## Construcción
La construcción comenzó a fines de marzo de 2012, y se terminó en 2019. En noviembre de 2012 se comenzó la venta de unidades.

## Características
Con 174 departamentos de hasta 500 m² de superficie, con una altura general de 3 m de piso a techo, el rascacielos incluye entre sus comodidades un roof club en su azotea, una plaza de juegos externa, un sector con juegos electrónicos, simuladores de esquí y golf, una sala de música y taller de hobbies, gimnasio y spa, salones de usos múltiples, lavadero de autos, de mascotas, una piscina semiolímpica, business center, microcine, servicio dual de calefacción y una importante cantidad de cocheras de cortesía.

## Penthouse
Alvear Tower tiene el penthouse más alto de Argentina, ubicado en el piso 40 que dispone de 235 m² cubiertos y 111 m² de terraza propia que incluye tres dormitorios, piscina exclusiva, vestidores completos, sala de juegos y oficina.

## Galería

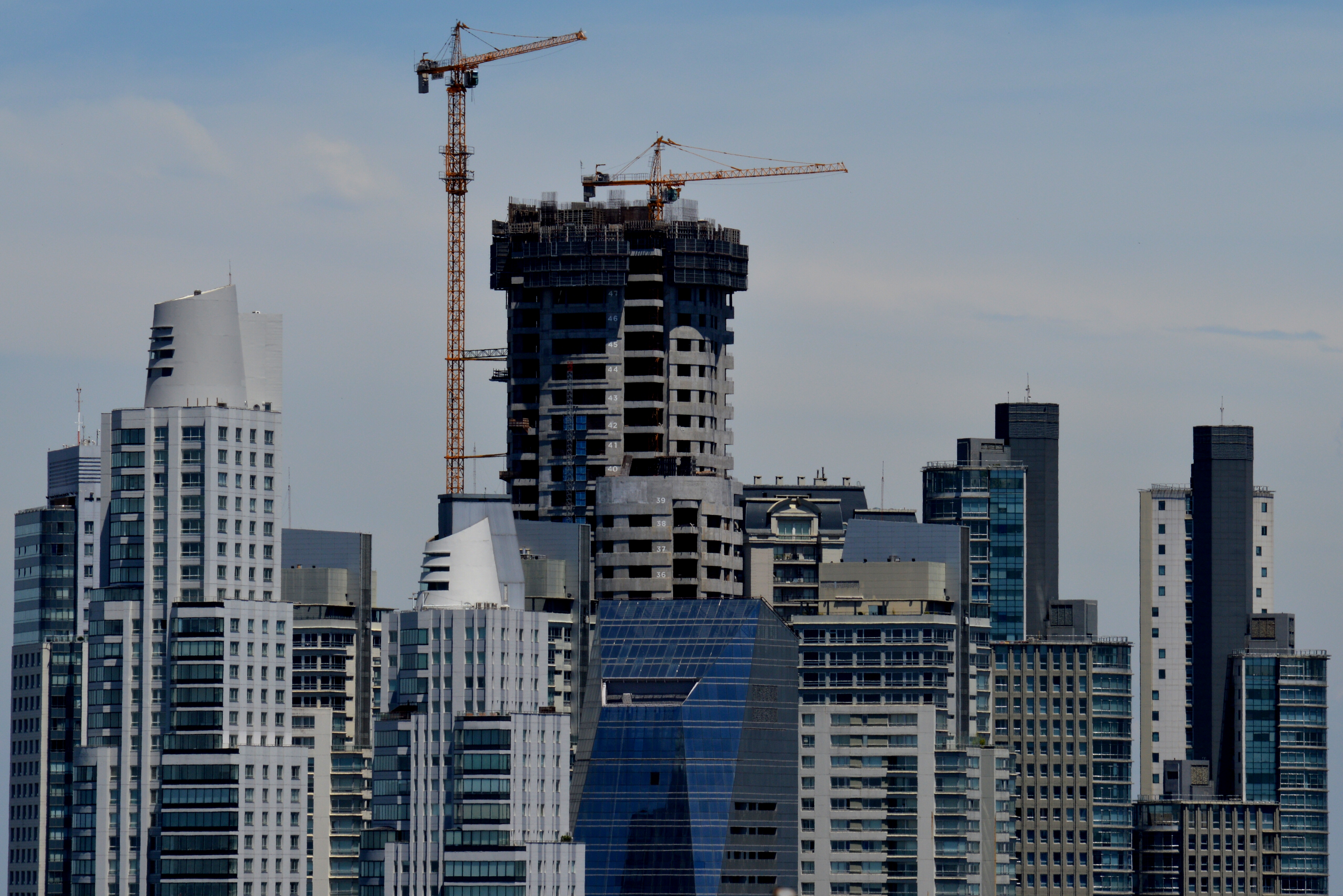
Diciembre de 2016
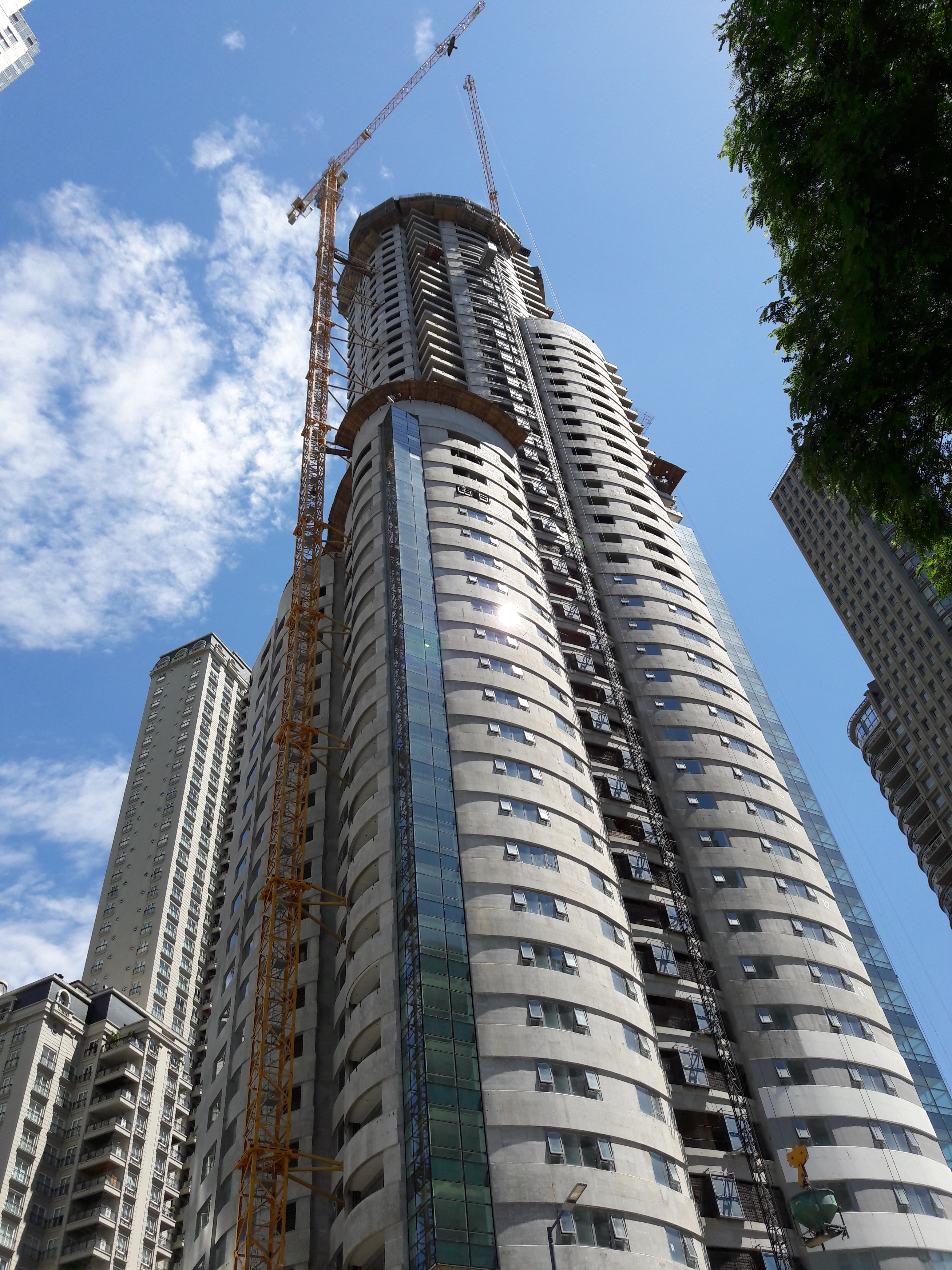
Enero de 2017
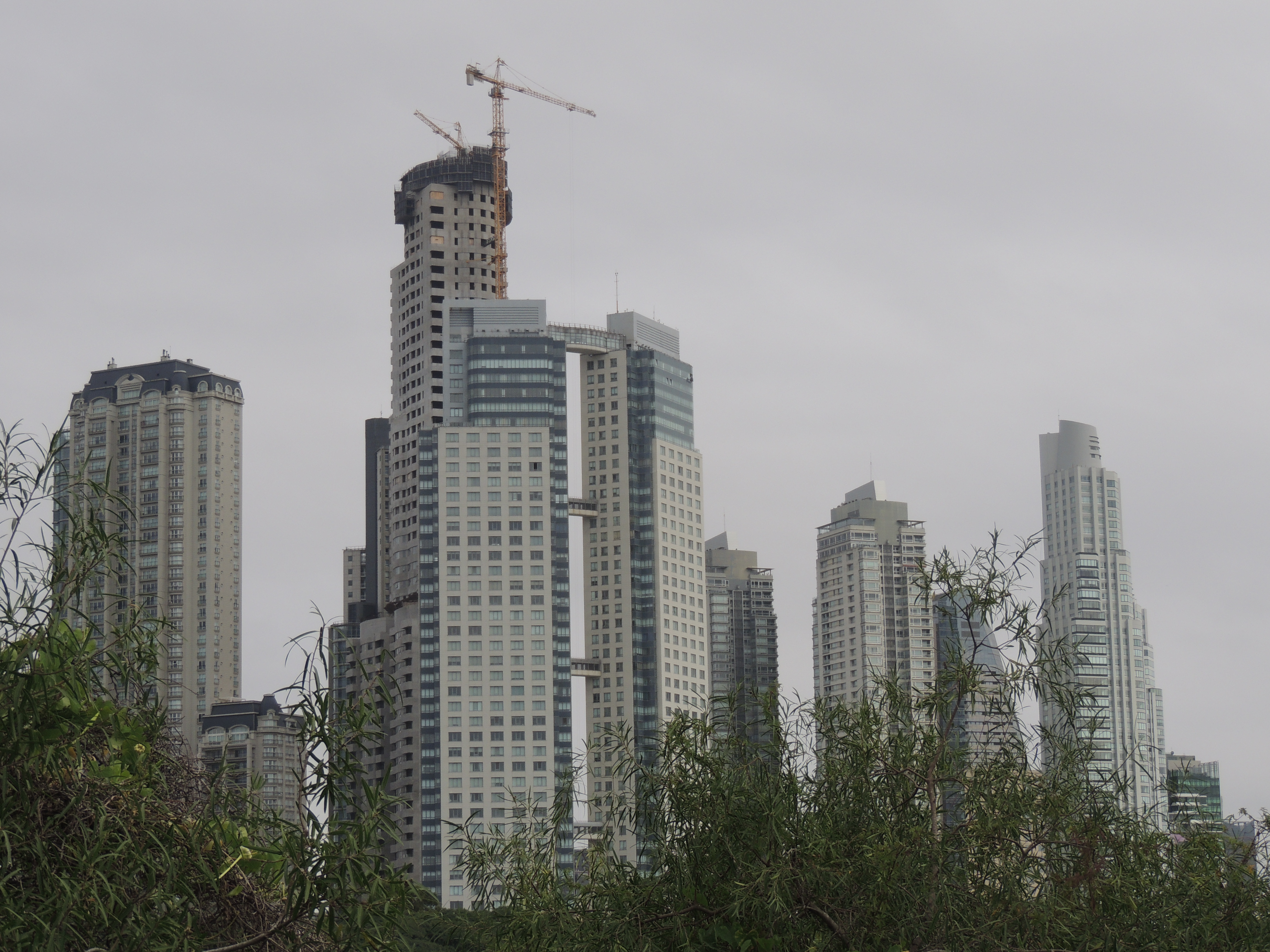
Abril de 2017
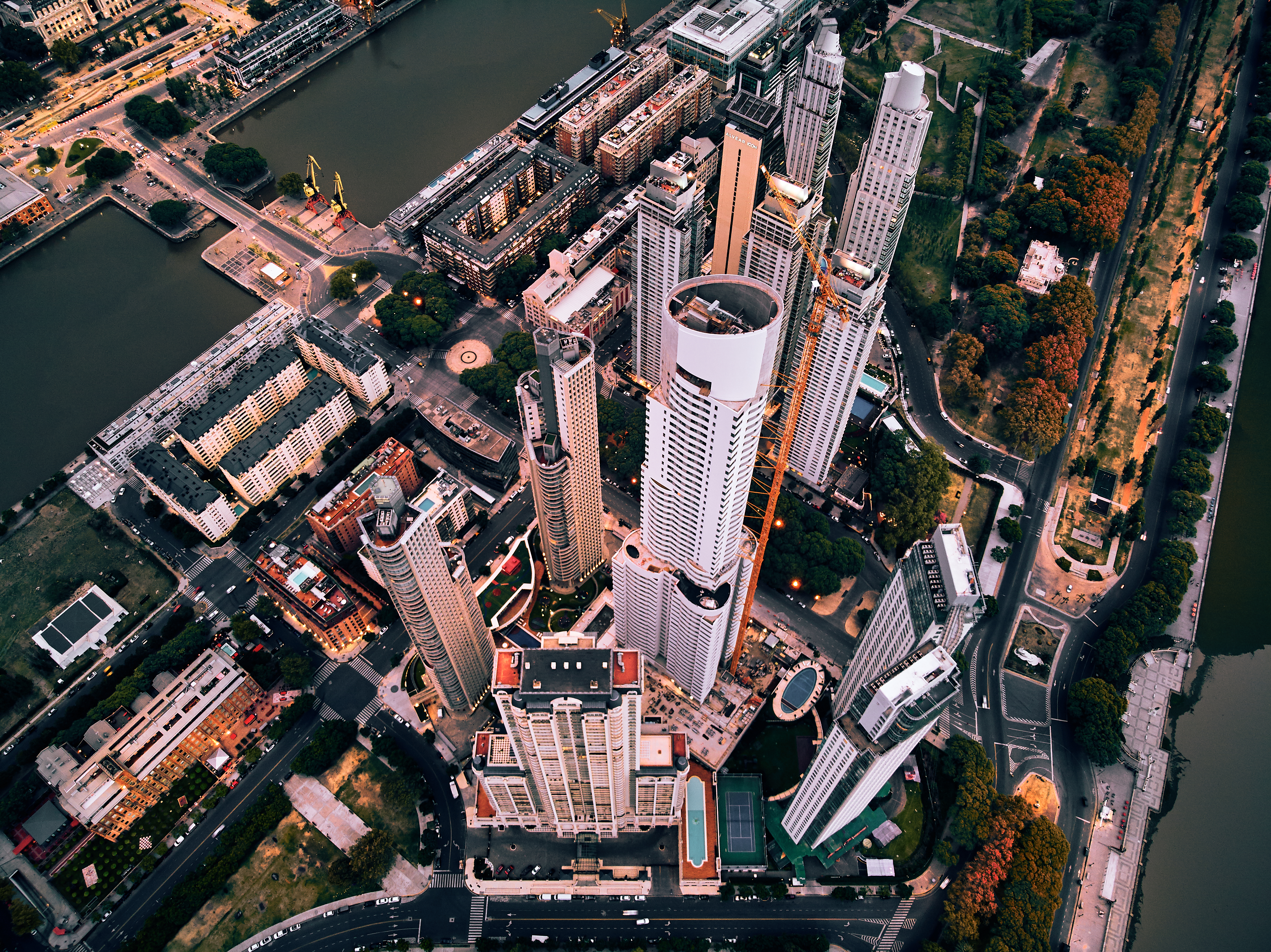
Febrero de 2018